# (9378) Nancy-Lorraine
(9378) Nancy-Lorraine (1993 QF3) – planetoida z pasa głównego asteroid okrążająca Słońce w ciągu 5,66 lat w średniej odległości 3,18 j.a. Odkryta 18 sierpnia 1993 roku.